# Pusiola sorghicolor
Pusiola sorghicolor är en fjärilsart som beskrevs av Sergius G. Kiriakoff 1954. Pusiola sorghicolor ingår i släktet Pusiola och familjen björnspinnare. Inga underarter finns listade.